# Kanojo wa Uso o Aishisugiteru
Kanojo wa Uso o Aishisugiteru (яп. カノジョは嘘を愛しすぎてる, Вона занадто любить неправду; або Брехун і його кохана) — японська серія манґи, написана та проілюстрована Котомі Аокі. Станом на 2013 рік тираж серії перевищив три мільйони примірників. Серія виходила у журналі Cheese! (видавництво Shogakukan) з випуску у травні 2009 року до випуску у квітні 2017 року. У серії 22 томи. Скорочена назва — Кано Усо (яп. カノ嘘).

## Сюжет
Акі — геніальний музикант, який пише пісні для відомої рок-групи (Crude Play) під керівництвом відомого продюсера Такаґі. Він був учасником гурту ще до їхнього дебюту, але покинув його після того, як дізнався, що Шінья краще виконує свою роль музиканта-привида. Його життя було присвячене музиці або пов'язане з нею. Його колишньою дівчиною була відома співачка Марі, яка також зраджувала йому з Такаґі. Він відчував, що Такаґі маніпулює ним, впав у депресію і відчайдушно намагався знайти щось, що могло б тримати його поза музикою. Волею долі він зустрів Ріко, дівчинку-підлітка, яка закохалася в нього з першого погляду. Попри те, що він не був у неї закоханий, він почав зустрічатися з нею з примхи. Він збрехав їй про свою особистість, свої минулі стосунки та власні почуття. Невідомо для нього, Ріко насправді була талановитою співачкою з унікальним голосом, яку нещодавно розшукав Такаґі.

## Персонажі
- Акі Огасавара — геніальний музичний продюсер і колишній басист гурту Crude Play. Він любить музику з дитинства і заснував гурт разом зі своїми друзями: Шуном, Каору та Теппеєм. Однак, коли вони готувалися до дебюту з Такаґі, музичним продюсером, він розуміє, що музику для їхнього дебютного диска грають професійні музиканти, а не вони самі. Він втрачає власну впевненість і міняється місцями з Шіньєю як бас-гітарист Crude Play. Відтоді він починає ставати композитором Crude Play. Попутно Такаґі знайомить його з Марі, красивою та популярною співачкою. Вони починають зустрічатися, і Акі також пише музику для Марі. Вони розлучаються, коли Акі нарешті дізнається, що Марі також спала з Такаґі. Випадково він зустрічається з Ріко. Спочатку він не має жодних почуттів до Ріко. Він просто підчепив її з власної примхи. Вони починають зустрічатися, бо Акі хоче знайти щось поза музикою. Акі бреше про свою справжню ідентичність, в той час, як Ріко також перебуває під впливом хибної думки, що він незайманий. Він також сказав Ріко, що ненавидить дівчат, які співають. Акі не знає, що Ріко — талановита співачка з унікальним голосом. Через це він втрачає свій шанс стати її продюсером, про що згодом шкодує, оскільки закохується в її голос, а також у саму Ріко.
- Ріко Коеда — старшокласниця, яка володіє обдарованим голосом. Вона закохується в Акі з першого погляду. Іноді Ріко буває наївною, але вона не дурна. Вона є великою прихильницею Crude Play. Вона потрапляє на прослуховування до Такаґі і разом зі своїм другом Юічі та Сотою створює гурт Mush & Co, а Шінья стає її продюсером. Коли Акі каже їй, що ненавидить дівчат, які співають, вона починає неймовірно хвилюватися через це. Це також стає її головною мотивацією відокремити роботу від особистого життя, оскільки вона вирішує не співати пісню Акі, яку він написав спеціально для неї, на превеликий жах Акі. Попутно вона дізнається про брехню Акі та його минулі стосунки з Марі. Вона постійно ревнує і відчуває невпевненість у коханні Акі, красі й таланті Марі. Попри свій дитячий вигляд, вона насправді дуже популярна, адже в неї закохані Шінья, Юічі та Шібакен.

## Нагороди
2013-го року манга отримала нагороду за найкращу мангу в категорії "для дівчат" на 59-й церемонії нагородження Shogakukan Manga Awards.

## Адаптації
- У 2013 році вийшла японська жива адаптація з Такеру Сато і Сакурако Охарою в головних ролях[4][5].
- У 2017 році на tvN вийшов південнокорейський телесеріал із Лі Хен У та Джой у головних ролях[6][7]. Вперше було оголошено 26 грудня 2016 року[8].